# Saison 1999-2000 du FC Sochaux-Montbéliard
Chronologie
Saison précédente Saison suivante
La saison 1999-2000 du FC Sochaux-Montbéliard est la 9e saison du club en Division 2.

## Résultats en compétitions nationales
- Division 2 : 4e avec 62 points, 3e attaque avec 53 buts marqués, 10e défense avec 41 buts encaissés
- Coupe de France: élimination en 1/32 de finale par Le Havre AC
- Coupe de la Ligue: élimination en 1/8 de finale par l'AS Monaco

## Transferts

### Mercato d'été
| Nom                    | Nationalité sportive | Contrat     | Provenance/Destination |
| Arrivées               |                      |             |                        |
| Anto Drobnjak          | RF Yougoslavie       | ?           | Gamba Ōsaka            |
| Jean-Michel Ferri      | France               | ?           | Liverpool FC           |
| Départs                |                      |             |                        |
| Frédéric Petereyns     | France               | ?           | FC Lorient             |
| Anthony Sirufo         | France               | ?           | Red Star               |
| Stéphane Santini       | France               | ?           | FC Lausanne-Sport      |
| Laszlo Klausz          | Hongrie              | ?           | Waldhof Mannheim       |
| Koffi Fiawoo           | Togo                 | ?           | FC Lorient             |
| El Hadji Diouf         | Sénégal              | ?           | Stade rennais          |
| Christophe Chaintreuil | France               | ?           | Retraite sportive      |
| Éric Boniface          | France               | ?           | FC Gueugnon            |
| Didier Lang            | France               | Prêt (1 an) | ES Troyes AC           |

### Mercato d'hiver
| Nom            | Nationalité | Contrat       | Provenance/Destination |
| Arrivées       |             |               |                        |
| Franck Durix   | France      | ?             | Servette FC            |
| Départs        |             |               |                        |
| Mickaël Ravaux | France      | Prêt (6 mois) | Le Mans UC             |